# Дом И. Е. Вялова
Дом И. Е. Вялова — памятник архитектуры в историческом центре Нижнего Новгорода. Построен в 1840—1842 годах по проекту архитектора А. Л. Леера.
Одно из последних крупных зданий Нижнего Новгорода, выполненных в стиле русского классицизма.

## История
После утверждения в 1839 году нового генерального плана развития Нижнего Новгорода и окончательного определения красных линий Рождественской улицы крупный участок усадебной земли приобрёл купец Иван Егорович Вялов.
В 1837 году в качестве депутата от купечества он был послан военным губернатором М. П. Бутурлиным в Костромскую губернию для найма поставщиков извести в Нижний Новгород, но отказался ехать. Поведение И. Е. Вялова было расценено как непростительная дерзость, из-за которой он должен быть отдан под суд. Против купца начались гонения. Тогда же М. П. Бутурлин начал необоснованные судебные разбирательства в отношении архитектора А. Л. Леера. По всей видимости, из-за необоснованного преследования военным губернатором, Вялом и Леер сблизились.
В 1840 году А. Л. Леер спроектировал для И. Е. Вялова на Рождественской улице каменный трёхэтажный дом с подвалами. Фасад здания украшали охватывающие верхние этажи восемь ионических пилястр, поставленные на слегка выступающий ризалитный выступ. Первый этаж был покрыт полосками горизонтального дощатого руста.
Дом стал одним из последних крупных жилых строений города эпохи уходящего классицизма, с архитектурно-художественным решением, основанным на ордерном построении фасада.